# Ronde du Jura
La Ronde du Jura est un rallye automobile régional, qui parcourt les routes du Haut-Jura.
Organisé depuis 1967 par l'ASA du Jura et créé par Roland Cuynet, il a acquis une renommée nationale due notamment à ses conditions hivernales.

## Palmarès
- 2009: Baud Lionel, copilote Tissot Cécile, sur Mitsubishi Evo 7;
- 2008: Mermet Cyril, copilote 	Fourcade Laurent, sur Mitsubishi Evo 6.